# Unforgettable (Nat King Cole)
| Recensione | Giudizio |
| ---------- | -------- |
| AllMusic   |          |

Unforgettable è un album di Nat King Cole, pubblicato dalla casa discografica Capitol Records nel novembre del 1952.
L'album fu ristampato, sempre dalla Capitol Records (T 357), nel 1955 con l'aggiunta di quattro brani.

## Tracce

### LP (Capitol Records H 357)
Lato A
1. Unforgettable – 3:08 (Irving Gordon) – Registrato il 17 agosto 1951 al "Capitol Recording Studio", Hollywood, California
2. Portrait of Jenny – 3:03 (J. Russel Robinson, Gordon Burdge) – Registrato il 14 gennaio 1949 a New York
3. What'll I Do – 3:02 (Irving Berlin) – Registrato il 6 agosto 1947 al "Radio Recorders" di Hollywood, California
4. Lost April – 2:56 (Emil Newman, Hubert Spencer, Eddie DeLange) – Registrato il 20 dicembre 1947 a New York

Lato B
1. Too Young – 3:09 (testo: Sylvia Dee – musica: Sid Lippman) – Registrato il 6 febbraio 1951 al "Capitol Recording Studio" di Hollywood, California
2. Mona Lisa – 3:10 (Jay Livingston, Ray Evans) – Registrato l'11 marzo 1950 al "Capitol Recording Studio" di Hollywood, California
3. (I Love You) For Sentimental Reasons – 3:03 (testo: Ivory "Deek" Watson – musica: William "Pat" Best) – Registrato il 22 agosto 1946 al "WMCA" di New York
4. Red Sails in the Sunset – 3:13 (testo: Jimmy Kennedy – musica: Hugh Williams) – Registrato il 12 febbraio 1951 al "Capitol Recording Studio" di Hollywood, California

## Tracce

### LP (Capitol Records T 357)
Lato A
1. Unforgettable – 3:08 (Irvin Gordon)
2. Portrait of Jenny – 3:03 (J. Russel Robinson, Gordon Burdge)
3. What'll I Do – 3:02 (Irving Berlin)
4. Lost April – 2:56 (Eddie DeLange, Emil Newman, Hubert Spencer)
5. Answer Me, My Love – 2:35 (Gerhard Winkler, Fred Rauch) – Registrato il 3 dicembre 1953 a (possibile) New York
6. Hajji Baba – 3:08 (testo: Ned Washington – musica: Dimitri Tiomkin) – Registrato il 27 luglio 1954 al "Capitol Recording Studio" di Hollywood, California

Lato B
1. Too Young – 3:09 (testo: Sylvia Dee – musica: Sidney Lippman)
2. Mona Lisa – 3:10 (Jay Livingston, Ray Evans)
3. (I Love You) For Sentimental Reasons – 3:03 (testo: Ivory "Deek" Watson – musica: William "Pat" Best)
4. Red Sails in the Sunset – 3:13 (testo: Jimmy Kennedy – musica: Hugh Williams)
5. Pretend – 2:42 (Lew Douglas, Cliff Parman, Frank LaVere) – Registrato il 30 dicembre 1952 al "Capitol Recording Studio" di Hollywood, California
6. Make Her Mine – 2:54 (testo: Sammy Gallop – musica: Chester Conn) – Registrato il 31 marzo 1953 a (possibile) New York

## Musicisti
Unforgettable
- Nat King Cole – voce
- Nelson Riddle – arrangiamento, conduttore orchestra
- Harry Bluestone – violino
- Mischa Russell – violino
- Erno Neufeld – violino
- Henry Hill – violino
- Marshall Sosson – violino
- Walter Edelstein – violino
- Alex Beller – violino
- Dan Lube – violino
- David Sterkin – viola
- Paul Robyn – viola
- Cy Bernard – violoncello
- Eleanor Slatkin – violoncello
- Ann Mason Stockton – arpa
- Buddy Cole – pianoforte, celeste
- Bob Bain – chitarra
- Joe Comfort – contrabbasso
- Nick Fatool – batteria

Portrait of Jenny
- Nat King Cole – voce, pianoforte
- Irving Ashby – chitarra
- Joe Comfort – contrabbasso
- Carlyle Hall – arrangiamento strumenti ad arco
- Sconosciuti – strumenti ad arco

What'll I Do
- Nat King Cole – voce, pianoforte
- Oscar Moore – chitarra
- Johnny Miller – contrabbasso

Lost April
- Nat King Cole – voce, pianoforte
- Irving Ashby – chitarra
- Johnny Miller – contrabbasso

Too Young
- Nat King Cole – voce
- Les Baxter – conduttore orchestra
- Nelson Riddle – arrangiamento
- Harry Bluestone – violino
- Misha Russell – violino
- Dan Lube – violino
- Jack Shulman – violino
- Benn Gill – violino
- William Miller – violino
- Seymour Kramer – violino
- Gerald Vinci – violino
- Robert Sushe – violino
- Joseph DiFiore – viola
- Lou Kievman – viola
- Armand Kaproff – violoncello
- Eleanor Slatkin – violoncello
- Buddy Cole – pianoforte
- Kathryn Julye – arpa
- Irving Ashby – chitarra
- Joe Comfort – contrabbasso
- Milton Kestenbaum – contrabbasso
- Lee Young – batteria

Mona Lisa
- Nat King Cole – voce
- Les Baxter – arrangiamento, conduttore orchestra
- Felix Slatkin – violino
- Paul Shure – violino
- Daniel Lube – violino
- Lou Raderman – violino
- Mark Levant – violino
- Murray Kellner – violino
- David Frisina – violino
- Samuel Cytron – violino
- David Sterkin – viola
- Allan Harshman – viola
- Cy Bernard – violoncello
- Eleanor Slatkin – violoncello
- Buddy Cole – pianoforte
- Irving Ashby – chitarra
- Joe Comfort – contrabbasso
- Lee Young – batteria
- Jack Constanzo – bongos
- Sconosciuti – cori

(I Love You) For Sentimental Reasons
- Nat King Cole – voce, pianoforte
- Oscar Moore – chitarra
- Johnny Miller – contrabbasso

Red Sails in the Sunset
- Nat King Cole – voce
- Pete Rugolo – arrangiamento, conduttore orchestra
- Skeets Herfurt – sassofono
- Jules Kinsler – sassofono
- Babe Russin – sassofono
- Jimmy Giuffre – sassofono
- Chuck Gentry – sassofono
- Buddy Childers – tromba
- Buddy Cole – pianoforte
- Irving Ashby – chitarra
- Joe Comfort – contrabbasso
- Louis Bellson – batteria
- Jack Costanzo – bongos
- "The King Sisters" – cori

Answer Me, My Love
- Nat King Cole – voce
- Nelson Riddle – arrangiamento, conduttore orchestra
- John Collins – chitarra
- Charlie Harris – contrabbasso
- Lee Young – batteria
- Sconosciuti – cori
- Altri musicisti sconosciuti

Hajji Baba
- Nat King Cole – voce
- Nelson Riddle – arrangiamento, conduttore orchestra
- Felix Slatkin – violino
- Mischa Russell – violino
- Harry Bluestone – violino
- Paul Shure – violino
- Victor Bay – violino
- Alex Beller – violino
- Eudice Shapiro – violino
- Marshall Sosson – violino
- Walter Edelstein – violino
- Nathan Ross – violino
- Gerald Vinci – violino
- Leonard Atkins – violino
- Stanley Harris – viola
- David Sterkin – viola
- Paul Robyn – viola
- Barbara Simons – viola
- Cy Bernard – violoncello
- Eleanor Slatkin – violoncello
- Armand Kaproff – violoncello
- Raphael Kramer – violoncello
- Harry Klee – strumento a fiato
- Dominick Mumolo – strumento a fiato
- John Hacker – strumento a fiato
- William Hinshaw – corno francese
- Vince de Rosa – corno francese
- Francis Howard – trombone
- George Roberts – trombone basso
- Bill Miller – pianoforte
- John Collins – chitarra
- Charlie Harris – contrabbasso
- Lee Young – batteria
- Lou Singer – percussioni
- Loulie Jean Norman (possibile) – voce

Pretend
- Nat King Cole – voce
- Nelson Riddle – arrangiamento, conduttore musicale
- John Collins – chitarra
- Charlie Harris – contrabbasso
- Lee Young – batteria
- Altri musicisti sconosciuti

Make Her Mine
- Nat King Cole – voce
- Nelson Riddle – arrangiamento, conduttore musicale
- John Collins – chitarra
- Charlie Harris – contrabbasso
- Lee Young – batteria
- Sconosciuti – cori
- Altri musicisti sconosciuti [3]